# Taraf de Haïdouks

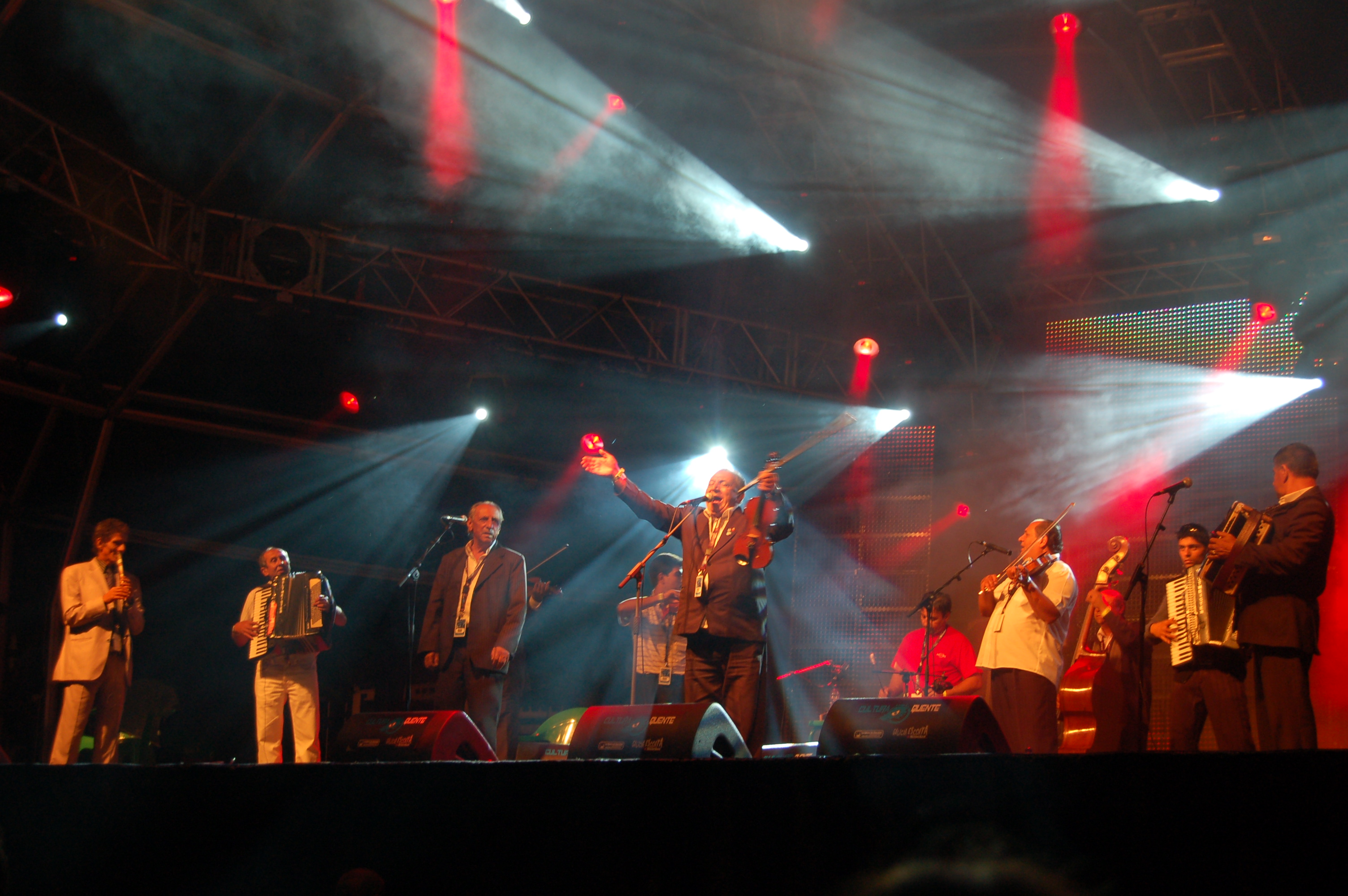

Taraf de Haïdouks es un conjunto musical romaní, originario de la comuna de Clejani, del distrito Giurgiu (judeţ) en Rumania. Es el grupo más célebre del género en la era postcomunista.
Son conocidos en su Rumania natal como "Taraful Haiducilor". Su traducción cuasi literal sería "Banda de los hombres malvados o fuera de la ley", correcto es los malos buenos de estilo ,,robin hood ,, aunque "taraf" es también el nombre tradicional de un grupo de lăutari  (músicos gitanos de la tradición rumana). "Haiduc" o "haiduk" es una palabra de origen búlgaro que significa "bandolero"; en rumano tiene una connotación arcaica o rústica. El nombre del grupo es conocido internacionalmente como "Taraf de Haïdouks" (construcción genitiva francesa).
La agrupación se formó en 1989, poco antes de la muerte del dictador Nicolae Ceauşescu, pero después fueron conocidos por el etnomusicólogo rumano Speranţa Rădulescu, quien primero los grabó en 1983 para el archivo del Instituto de Etnografía y Folklore. La formación original reunía cerca de 12 músicos; a veces suelen incluir algunos más llegando a tener 30 artistas en sus filas.
El primer encuentro serio con el mundo occidental se llevó a cabo gracias al etnomusicólogo suizo Laurent Aubert y los músicos belgas Stéphane Karo y Michel Winter.

## Miembros
Los miembros históricos del grupo:
- Nicolae Neacşu ("Culai"), violín y voz, murió en septiembre de 2002.
- Dumitru Baicu ("Cacurică"), pequeño cymbalom y voz, murió en septiembre de 2007.
- Ion Manole ("Şaică" ou "Boşorogu"), violín y voz, fallecido.
- Ilie Iorga, voz, originario de Mârşă cerca de Clejani.
- Paul Giuclea ("Pasalan"), violín y voz, originario de Mârşă.
- Constantin Boieru Lautaru ("Costica"), violín y voz, originario de Mârşă.
- Gheorghe Anghel ("Caliu"), violín (aparece en la película Le concert, de Radu Mihaileanu).
- Gheorghe Fălcaru ("Fluierici"), flauta, contrabajo.
- Marin Manole ("Marius"), acordeón.
- Ionitsa Manole, acordeón.

Integrantes invitados ocasionalmente:
- Constantin Sandu ("Dinu"): pequeño cymbalom y voz.
- Florea Pârvan: contrabajo, acordeón y voz.
- Marin Sandu: ("Ţagoi"): contrabajo, acordeón y voz.

## Discografía
- 1994: Honourable Brigands, Magic Horses and Evil Eye
- 1994: Gypsy Music from Romania
- 1998: Dumbala Dumba
- 1998: Musiques des Tziganes de Roumanie
- 2001: Band of Gypsies
- 2007: Maškarada (sobre reinterpretaciones de la música de Béla Bartók, Manuel de Falla, Isaac Albéniz, entre otros, además de piezas procedentes del folklore rumano).